# Poczesna (gmina)
Poczesna – gmina wiejska w Polsce położona w województwie śląskim, w powiecie częstochowskim. W latach 1975–1998 gmina administracyjnie należała do województwa częstochowskiego.
Siedziba gminy to Poczesna.
31 grudnia 2014 gminę zamieszkiwały 12 782 osoby. Natomiast według danych z 31 grudnia 2017 roku gminę zamieszkiwało 12 705 osób.
Według danych z 31 grudnia 2019 roku gminę zamieszkiwało 12 707 osób.

## Historia gminy Poczesna
Dzieje gminy Poczesna sięgają odległych czasów. Najstarsze wzmianki dotyczące Huty Starej, Nierady i Nowej Wsi pochodzą z XVIII w. Słowik był wymieniony w dokumencie z roku 1629, a Wrzosowa wspomniana przez Jana Długosza w roku 1470. Poczesna również pojawia się w pismach Długosza, ale pierwsza wzmianka o niej jako wsi królewskiej pochodzi z roku 1578.
W roku 1606 została w Poczesnej erygowana parafia. Poczesna należała do starostwa olsztyńskiego jako ośrodek jednego z czterech kluczy tego starostwa. Klucz pocześniański zasilał skarb koronny znacznymi zyskami, było to 37% dochodów całego starostwa. Do klucza należało 12 wsi, 5 folwarków, 4 wójtostwa i Częstochowa. Poczesna leżała wówczas w powiecie lelowskim, w województwie krakowskim.
W wyniku II rozbioru Polski wieś znalazła się w zaborze pruskim, w prowincji Prusy Południowe ze stolicą w Poznaniu. Leżała w powiecie częstochowskim, w departamencie łęczyckim, następnie piotrkowskim, a od 1798 roku w departamencie kaliskim.
W latach 1807–1815 Poczesna znajdowała się w granicach Księstwa Warszawskiego, w powiecie częstochowskim, w departamencie kaliskim.
W Królestwie Polskim Poczesna była siedzibą jednej z pięciu ekonomii rządowych regionu częstochowskiego. Leżała w powiecie częstochowskim, w obwodzie wieluńskim, w województwie kaliskim, od 1837 roku w guberni kaliskiej. W 1811 roku naddzierżawcą dóbr rządowych był Stanisław Ciszkowski, a w 1822 roku Benedykt Lemański.
Ukazem carskim z dnia 4 listopada 1841 roku część Ekonomii Poczesna została prawem majoratu nadana rosyjskiemu generałowi artylerii Michałowi Sobolewowi. Darowizna wynosiła ponad 3000 morgów ziemi. Ofiarowana część dóbr rządowych została oznaczona jako B, natomiast część, która nie była ofiarowana, jako A. W 1854 roku w skład tych dóbr wchodziły folwarki, wsie i ich części oraz pustkowia wymienione w tabeli 1.
| Nazwa         | morgi) | Część dóbr |
| ------------- | ------ | ---------- |
| Adamów        | 89     | B          |
| Hutki         | 147    | A          |
| Joachimów     | 377    | A          |
| Karolina      | 106    | B          |
| Klepaczka     | 444    | A          |
| Lepisz        | 54     | B          |
| Łysice        | 350    | A          |
| Mirów         | 726    | A          |
| Młynek        | 600    | B          |
| Mstów         | 108    | A          |
| Osiny (Borek) | 402    | B          |
| P.            | 287    | B          |
| Rękawice      | 414    | A          |
| Siedlce       | 347    | A          |
| Staropole     | 481    | A          |

| Nazwa        | morgi) | Część dóbr |
| ------------ | ------ | ---------- |
| Bargły       | 634    | B          |
| Brzyczów     | 447    | A          |
| Hutki        | 430    | A          |
| Jamki        | 875    | A          |
| Klepaczka    | 252    | A          |
| Kowackie     | 17     | A          |
| Kusięta      | 1311   | A          |
| Luszczyn     | 511    | A          |
| Łazia        | 554    | A          |
| Łysice       | 350    | A          |
| Małusze Małe | 265    | A          |
| Mirów        | 2019   | A          |
| Nieradza     | 1813   | A          |
| Osiny        | 604    | B          |
| Osiny        | 4      | A          |
| Poczesna     | 1252   | B          |
| Poczesna     | 60     | A          |
| Rękoszewice  | 1760   | A          |
| Wąsosz       | 710    | A          |
| Wilki        | 1      | A          |
| Własna       | 429    | A          |
| Siedlce      | 347    | A          |
| Srocko       | 604    | A          |
| Starcza      | 1432   | A          |
| Sygatka      | 518    | A          |
| Sieraków     | 801    | A          |
| Wanaty       | 648    | B          |
| Zawada       | 414    | A          |
| Zawitna      | 893    | A          |
| Zawodzie     | 1      | A          |

| Nazwa             | morgi) | Część dóbr |
| ----------------- | ------ | ---------- |
| Bodary            | b.d.   | A          |
| Borek             | b.d.   | A          |
| Bugaj             | b.d.   | A          |
| Całka             | b.d.   | B          |
| Grzybów (Kozery)  | b.d.   | A          |
| Kobyłka           | b.d.   | A          |
| Kowackie          | b.d.   | B          |
| Królik            | b.d.   | A          |
| Kukuły            | b.d.   | A          |
| Kuźnica           | b.d.   | A          |
| Leśniaki          | b.d.   | A          |
| Mazur             | b.d.   | A          |
| miasto Mstów      | b.d.   | A          |
| Patys             | b.d.   | A          |
| Pestrzak          | b.d.   | A          |
| Pilawka           | b.d.   | A          |
| Rogaj (Rogacz)    | b.d.   | B          |
| Skłudzie          | b.d.   | A          |
| sołectwo Wiercios | b.d.   | A          |
| Szymczyki         | b.d.   | B          |
| Waloszczyk        | b.d.   | A          |
| Wilki             | b.d.   | B          |
| wujostwo Przyrów  | 75     | A          |
| wujostwo Siedlce  | b.d.   | A          |
| Wygoda            | b.d.   | A          |
| Zawodzie          | b.d.   | B          |
| Zimna Woda        | b.d.   | A          |
| Zdechlaki         | b.d.   | A          |
| lasy              | 8737   | A          |
| lasy              | 1663   | B          |

| Nazwa     | morgi) | Część dóbr |
| --------- | ------ | ---------- |
| Lepisz    | 5      | A          |
| Borowe    | 47     | A          |
| Skrajnice | 16     | A          |
| Poczesna  | 60     | A          |

| Nazwa     | morgi) | Część dóbr |
| --------- | ------ | ---------- |
| Dębowiec  | 133    | A          |
| Staropole | 1107   | A          |

| Nazwa        | morgi) | Część dóbr |
| ------------ | ------ | ---------- |
| Małusze Małe | b.d.   | A          |
| Wiercios     | b.d.   | A          |
| Zawada       | 23     | A          |

W latach 1842–1867 gmina Poczesna leżała w powiecie wieluńskim, w guberni kaliskiej. Od 1867 roku wchodziła w skład powiatu częstochowskiego w guberni piotrkowskiej. Majorat Poczesna po zmarłym w 1866 r. gen. Sobolewie odziedziczył jego syn Michał, a po nim jego siostra księżna Eliza Teniszew. Na mocy ustawy z 25 lipca 1919 r. majoraty przeszły na własność Skarbu Państwa.

Gmina na tle zmieniającego się podziału administracyjnego powiatu częstochowskiego

Gminę zniesiono w 1868 roku, a z jej obszaru utworzono gminy Bargły i Kamienica Polska. Przed 1880 gmina Kamienica Polska wchłonęła gminę Bargły. Natomiast w 1923 roku z gminy Kamienica Polska (wtedy już o obszarze gminy Poczesna sprzed 1868) wyodrębniono nową gminę Poczesna o podobnym zasięgu terytorialnym co gmina Bargły po 1868 roku.
Pod koniec XIX wieku czynne już były w Poczesnej i Borku kopalnie rudy żelaza, a w związku z powstaniem Kolei Warszawsko-Wiedeńskiej na początku XX wieku została założona cegielnia w Korwinowie.
Obecna gmina Poczesna jako pełnoprawna jednostka administracji państwowej została ustanowiona 24 lutego 1923 roku, obejmując wsie: Poczesna, Bargły, Zawisna i Dębowiec oraz folwarki: Poczesna, Adamów, Borek, Michałów, Młynek, osadę leśną Lepisz oraz lasy skarbowe obszaru 3332 morgi. Gmina wchodziła w skład powiatu częstochowskiego, województwa kieleckiego.
Dekretem Adolfa Hitlera z 8 października 1939 roku teren gminy Poczesna wraz z dwunastoma innymi z powiatu częstochowskiego został wcielony do III Rzeszy. Jedynie niewielka część okolic Wrzosowej pozostała w obrębie Generalnego Gubernatorstwa. Tereny te znajdowały się w okręgu urzędowym (niem. Amtsbezirk) Kamienica Polska (zmieniono nazwę na Hochsteinau) w powiecie Blachownia w rejencji opolskiej w prowincji Śląsk (od stycznia 1941 roku w nowej prowincji Górny Śląsk). Podczas II wojny światowej zginęło w różnych okolicznościach 108 mieszkańców gminy.
Po II wojnie światowej gmina Poczesna weszła w skład powiatu częstochowskiego, województwa kieleckiego, a od 1950 roku województwa katowickiego. W latach 1954–1973 Poczesna była siedzibą gromady. W związku z reformą administracyjną kraju od 1 czerwca 1975 roku Poczesna należała do województwa częstochowskiego, od 1 stycznia 1999 r. stała się częścią powiatu częstochowskiego, województwa śląskiego.
W 2010 roku miejscowości gminy leżące nad rzeką Wartą zostały nawiedzone przez powódź.

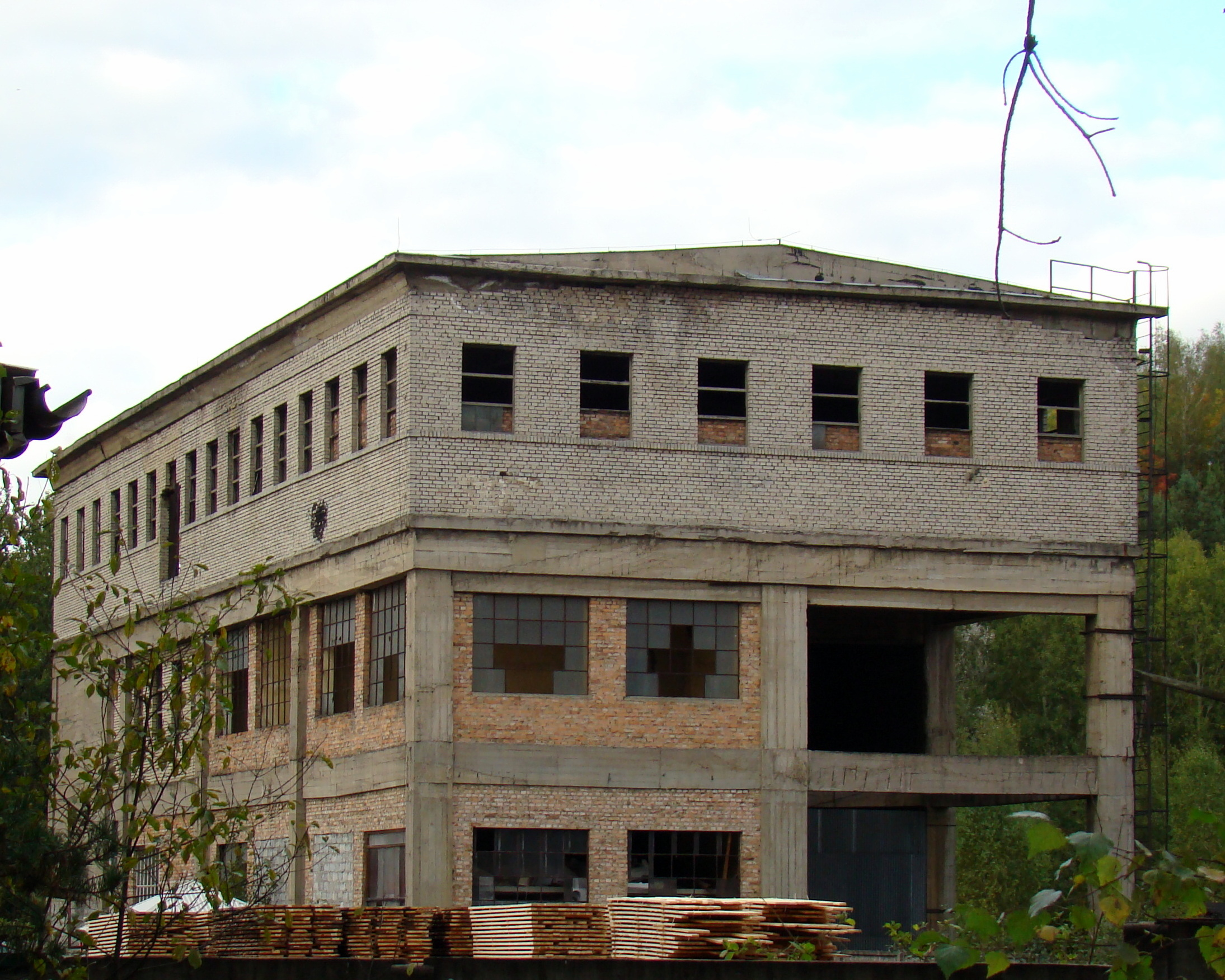
Szyb nieczynnej kopalni Dębowiec w Dębowcu

## Kopalnie rud żelaza
Gmina Poczesna położona jest w Częstochowskim Okręgu Przemysłowym oraz na terenie Częstochowskiego Obszaru Rudonośnego. W XIX i XX wieku na terenie gminy działało około 16 kopalni. W latach 80. XX wieku kopalnie zlikwidowano. Na terenie gminy znajduje się wiele pokopalnianych hałd i nieczynna sieć kolejki wąskotorowej łącząca dawne kopalnie rudy żelaza. Eksploatowaną rudą był syderyt FeCO3 w postaci płaskur i konkrecji (sferosyderytów). Wychodnie rudy są jeszcze widoczne w wielu miejscach gminy. W gliniankach, gdzie wydobywano iły doggeru (okresu Jury środkowej).

## Położenie geograficzne

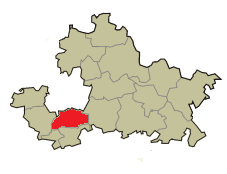
Gmina Poczesna na obszarze Powiatu Częstochowskiego

Gmina Poczesna położona jest w Obniżeniu Górnej Warty, na Wyżynie Woźnicko-Wieluńskiej, która jest częścią Wyżyny Śląsko-Krakowskiej. Wschodnia granica gminy przylega do północnej części Wyżyny Krakowsko-Częstochowskiej. Granice gminy wyznacza sąsiedztwo z miastem Częstochowa oraz 5 gminami: Kamienica Polska, Starcza, Poraj, Konopiska, Olsztyn. Ogólna powierzchnia 6,013 ha, z czego większość gruntów zaliczana jest do klasy V, VI, a więc do gleb mało urodzajnych. Gmina liczy 12634 mieszkańców (2010), podzielona jest na 14 sołectw obejmujących 18 wsi, ma charakter przemysłowo-rolniczy. Stan mienia komunalnego wynosi 172 ha. W każdym z sołectwie określone zostały rejony do zabudowy, najliczniejsze we Wrzosowej i Poczesnej. Gmina wchodzi w skład Aglomeracji Częstochowskiej, zajmując trzecie miejsce co do gęstości zaludnienia, po Częstochowie i Rędzinach. Obszar gminy jest objęty przez Częstochowski Okręg Przemysłowy, czego przejawem były w XIX i XX wieku liczne kopalnie rud żelaza na terenie gminy, fabryka cementu czy cegielnia, obecnie zlikwidowane.
Ważnym elementem usytuowania geograficznego jest droga szybkiego ruchu Warszawa – Katowice. Przez gminę przebiega linia kolejowa nr 1 Warszawa Centralna – Katowice.
Środowisko geograficzne jest dość jednolite dla całego obszaru. Wyjątek stanowią Wzgórza Wrzosowskie – 304 m n.p.m., leżące na krawędzi Wyżyny Krakowsko-Częstochowskiej (najwyższym wzniesieniem jest wzgórze Kamionka leżące na granicy Wrzosowej i Częstochowy).
Środowisko na terenie gminy jest zdegradowane w wyniku działalności górniczej. Oprócz tego obszar gminy został podzielony przez drogę krajową nr 1, we wsi Sobuczyna znajduje się składowisko odpadów, a w okolicy Nierady znajdował się do 1989 roku poligon wojskowy.
Krzyżujące się drogi w kierunku Zawiercia, Opola, Katowic i Częstochowy mają korzystny walor w rozwoju gospodarczym gminy.

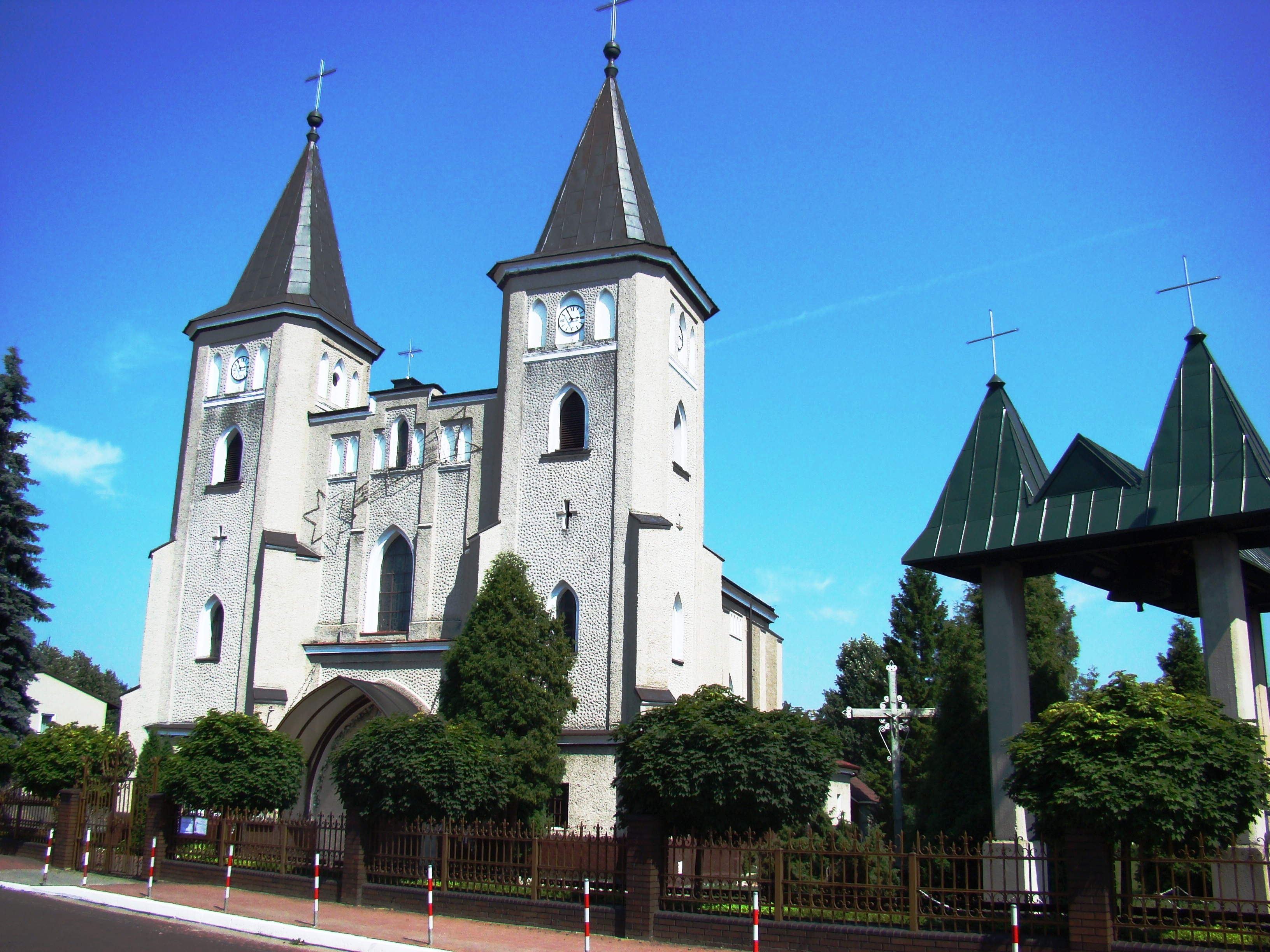
Kościół św. Jana Chrzciciela w Poczesnej

## Parafie rzymskokatolickie na terenie gminy[13]
- Parafia św. Jana Chrzciciela w Poczesnej
- Parafia Najświętszego Ciała i Krwi Chrystusa we Wrzosowej
- Parafia św. Apostołów Piotra i Pawła w Nieradzie

## Szkolnictwo w gminie Poczesna
Poczesna
Początki szkolnictwa w Poczesnej sięgają już XVIII wieku – pierwszy budynek szkolny został wybudowany w 1792 r. w oparciu o decyzje i środki Komisji Edukacji Narodowej. Wiek XIX to okres rozbiorów – nie ma państwa polskiego i polskie szkolnictwo praktycznie nie istniało. Ponowne nauczanie w Poczesnej ma związek z działalnością Polskiej Macierzy Szkolnej – stowarzyszenia, które powstało w 1905 r. W wykazie szkół Macierzy Szkolnej w 1906 r. Poczesna widnieje na pierwszym miejscu w regionie częstochowskim. W dwudziestoleciu międzywojennym istniała już szkoła 7-klasowa, która początkowo mieściła się w budynkach prywatnych. Nowy, piętrowy budynek szkoły (obecny ośrodek zdrowia) został wybudowany w 1937 r. – w tamtym czasie był to najokazalszy budynek w gminie. W czasie II wojny światowej nauczyciele mieszkający w Poczesnej prowadzili tajne nauczanie. 1 września 1945 r. rozpoczęła ponownie swoją działalność 7-klasowa szkoła podstawowa, która ma siedzibę w budynku wybudowanym przed wojną. Na początku lat 60. XX wieku w ramach ogólnopolskiego programu „Tysiąc Szkół na Tysiąclecie” rozpoczęto budowę nowoczesnego budynku szkolnego, którego otwarcie nastąpiło 1 września 1965 r. Dla podkreślenia związku ziem gminy z górnictwem szkole nadano imię zmarłego w 1963 r. pisarza Gustawa Morcinka, którego twórczość osadzona była w realiach tradycji górniczych Śląska. W 1999 r. oddano do użytku nowy budynek, w którym do 2019 r. funkcjonowało Gimnazjum, od 2002 r. pod patronatem K.K. Baczyńskiego. W 2011 roku oddano do użytku nowy budynek szkoły podstawowej im. G. Morcinka. Szkoła Podstawowa położona jest w Kolonii Poczesnej.
Huta Stara B

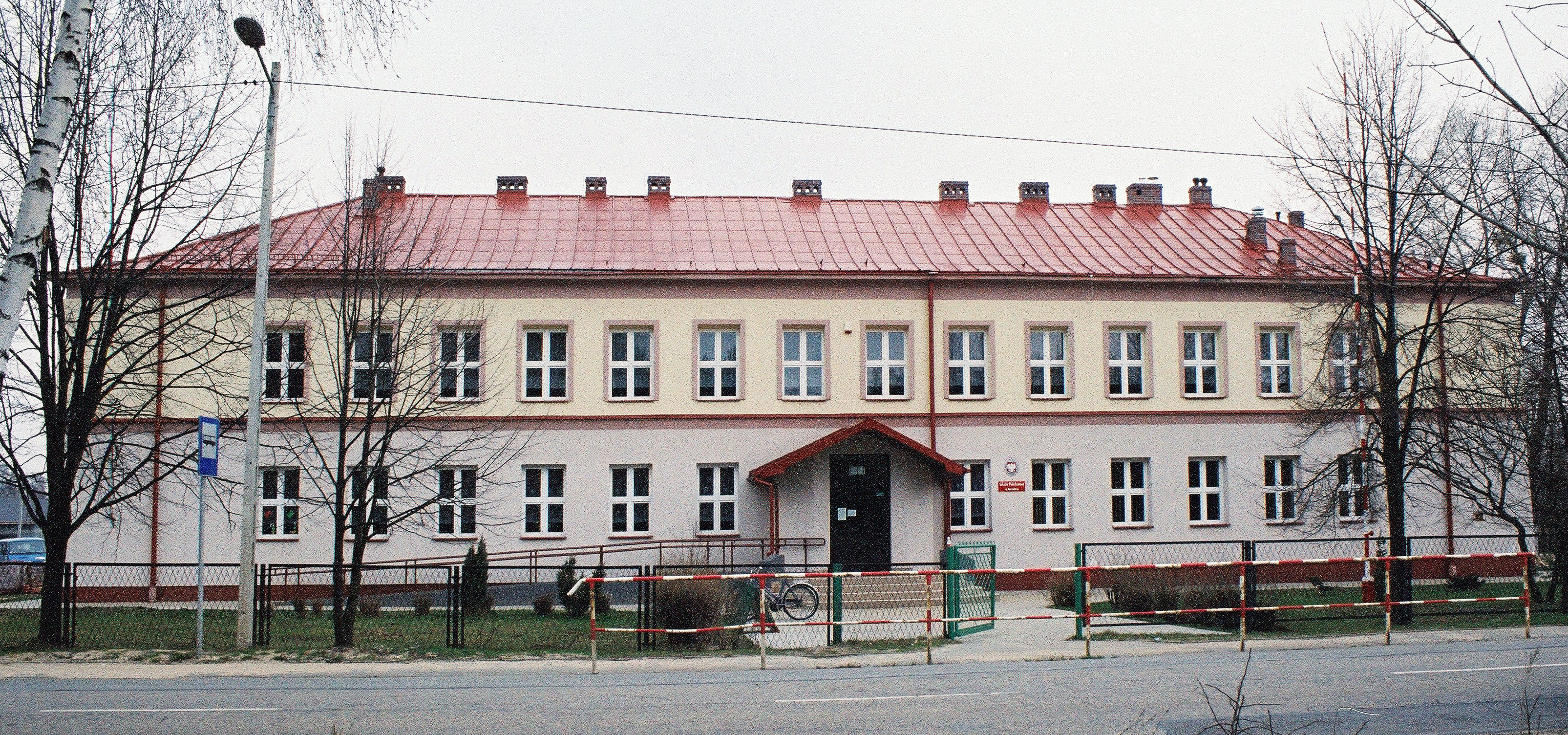
Szkoła podstawowa w Nieradzie

Pierwsza szkoła w 1818 roku mieściła się w budynku prywatnym i działała do powstania styczniowego. W 1871 roku wybudowano pierwszy budynek szkoły. W 1938 roku szkoła otrzymała nowy budynek. W ramach programu "Tysiąc Szkół na Tysiąclecie" w 1960 roku otwarto nowy budynek szkoły, który w latach 2002/2003 przeszedł remont. W 2004 r. szkole nadano imię Kazimierza Wielkiego i sztandar. Do 2019 r. funkcjonowało Gimnazjum, od 2005 r. pod patronatem Jana Pawła II.
Wrzosowa
W 1914 r. działała we Wrzosowej prywatna szkoła, częściowo finansowana przez Macierz Szkolną. Inicjatorem jej powstania był dyrektor fabryki cementu Jan Rutkowski. W 1918 r. powstała Szkoła Powszechna na terenie osiedla robotniczego fabryki cementu. W latach 1928–1929 wybudowano nowy budynek szkoły, otwarty w 1932 r. W okresie II wojny światowej Niemcy utworzyli w budynku szkoły koszary wojskowe. Zajęcia szkolne w języku polskim odbywały się w remizie strażackiej. Nauczyciele mieszkający we Wrzosowej prowadzili tajne nauczanie, które odbywało się w ich mieszkaniach oraz w budynkach należących do fabryki cementu. Szkoła wznowiła działalność w 1945 r. Budynek Szkoły Podstawowej im. Mikołaja Kopernika był remontowany i rozbudowywany w latach 1967, 1970 oraz 2000–2001. W latach 1999–2019 funkcjonowało Gimnazjum, od 2003 r. pod patronatem Jana Kochanowskiego.
Nierada
Od 1932 roku działa szkoła podstawowa w Nieradzie. Zajęcia początkowo odbywały się w prywatnych budynkach. W 1958 roku oddano do użytku nowy budynek. W latach 2004/2005 przeprowadzono jego remont, a w 2006 roku wybudowano salę gimnastyczną. Szkoła położona jest w Michałowie.
Słowik
Po 1945 roku nauczanie odbywało się w domach prywatnych. W 1960 roku oddano do użytku nowy budynek szkoły. W latach 2004/2005 przeprowadzono jego remont. Szkoła Podstawowa i Przedszkole tworzą Zespół Szkolno-Przedszkolny.

## Instytucje oświatowe
Przedszkola
- Przedszkole Publiczne w Słowiku: 19 nauczycieli (razem ze Szkołą Podstawową), 43 uczniów
- Przedszkole Publiczne w Nieradzie: 25 nauczycieli (razem ze Szkołą Podstawową), 73 uczniów
- Przedszkole Publiczne we Wrzosowej: 6 nauczycieli, 75 uczniów
- Przedszkole Publiczne w Poczesnej: 8 nauczycieli, 88 uczniów
- Przedszkole Publiczne w Hucie Starej B: 10 nauczycieli, 84 uczniów
- Przedszkole Publiczne w Hucie Starej A: 5 nauczycieli, 50 uczniów
- Przedszkole Niepubliczne " Zaczarowany Ogród" we Wrzosowej: 40 miejsc

Szkoły Podstawowe
- Szkoła Podstawowa w Słowiku: 19 nauczycieli (razem z Przedszkolem), 69 uczniów
- Szkoła Podstawowa w Nieradzie: 25 nauczycieli (razem z Przedszkolem), 143 uczniów
- Szkoła Podstawowa im. Kazimierza Wielkiego w Hucie Starej B: 26 nauczycieli, 146 uczniów
- Szkoła Podstawowa im. Mikołaja Kopernika we Wrzosowej: 29 nauczycieli, 146 uczniów
- Szkoła Podstawowa im. Gustawa Morcinka w Poczesnej: 41 nauczycieli, 301 uczniów

Biblioteki
- Biblioteka w Nieradzie
- Biblioteka Gminna we Wrzosowej
- Biblioteka Gminna w Poczesnej
- Biblioteka Gminna w Hucie Starej B

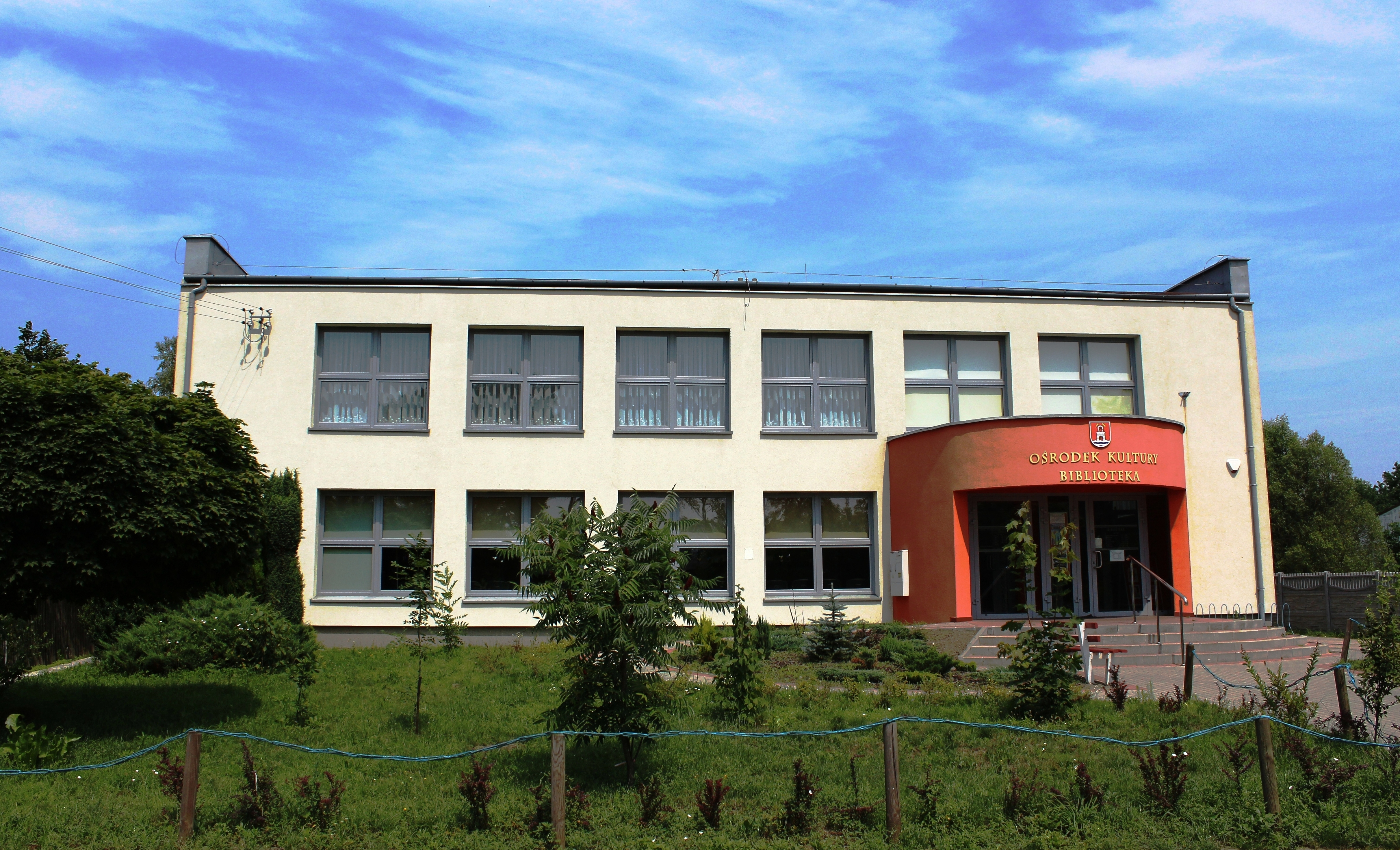
Gminne Centrum Kultury, Informacji i Rekreacji w Poczesnej

## Gminne Centrum Kultury, Informacji i Rekreacji

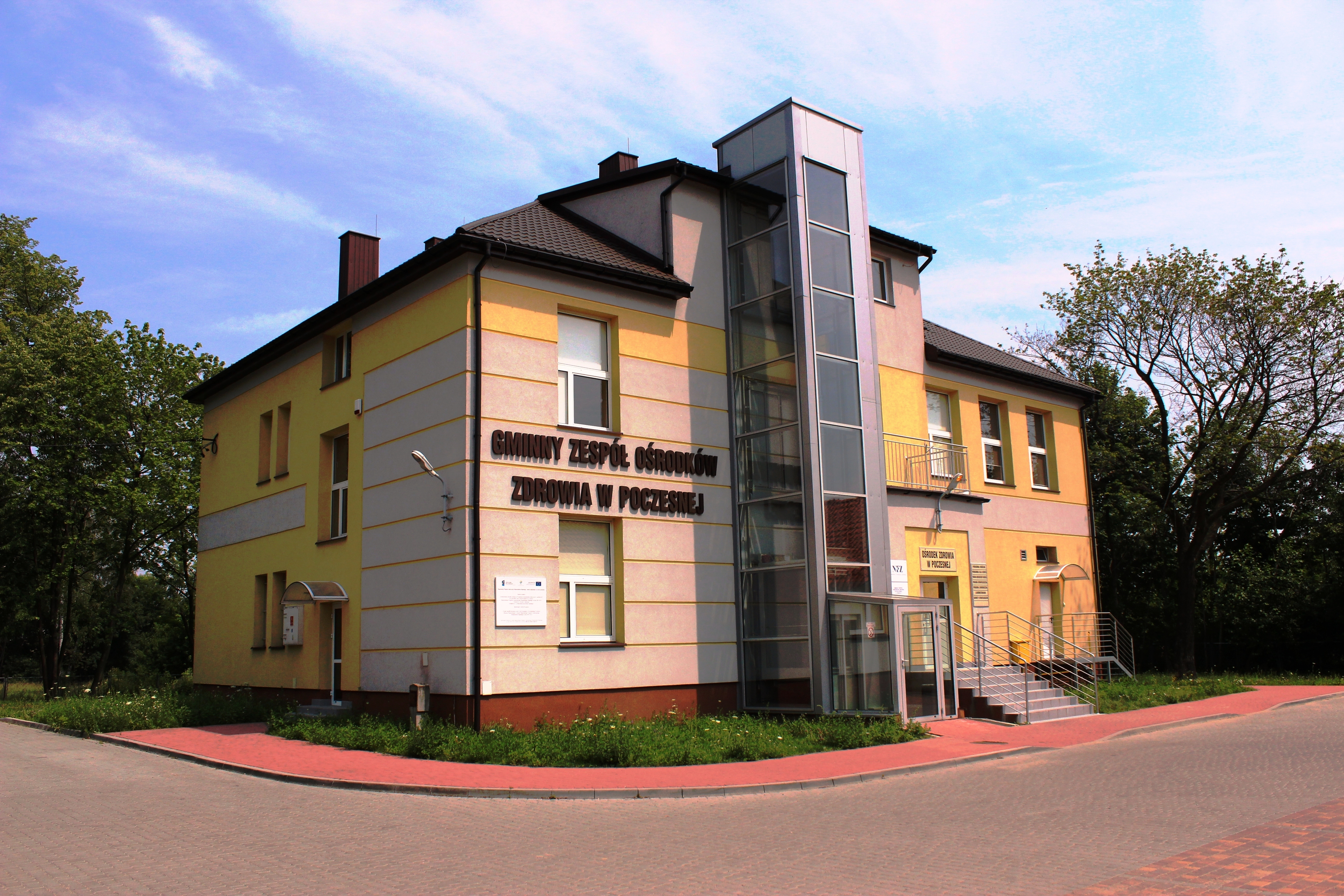
Gminny Zespół Ośrodków Zdrowia w Poczesnej

Gminny Ośrodek Kultury w Poczesnej to pierwotna jego nazwa. Reaktywował on swą działalność po kilkuletniej przerwie, na mocy uchwały Rady Gminy Poczesnej z dnia 29 marca 1994 r. rozpoczynając działalność merytoryczną 2 maja 1994 r.
Natomiast z dniem 28 maja 1998 r. rozszerzono zakres działalności o sport i rekreację tworząc jednostkę pod nazwą Gminny Ośrodek Kultury, Sportu i Rekreacji w Poczesnej.
Kolejna zmiana zakresu działań placówki to przekształcenie jednostki samorządowej w instytucję upowszechnienia kultury. 8.11.2005 r. Rada Gminy utworzyła instytucję pod nazwą Gminne Centrum Kultury, Informacji i Rekreacji w Poczesnej.

## Gminny Zespół Ośrodków Zdrowia w Poczesnej
Publiczny zakład opieki zdrowotnej pod nazwą: Gminny Zespół Ośrodków Zdrowia w Poczesnej zwany dalej „Zespołem” jest samodzielnym publicznym zakładem opieki zdrowotnej. Organem założycielskim i sprawującym nadzór nad Zespołem jest Rada Gminy w Poczesnej. Siedziba Zespołu mieści się w Poczesnej ul. Szkolna 3. W realizacji statutowych zadań Gminny Zespół współdziała w szczególności z:

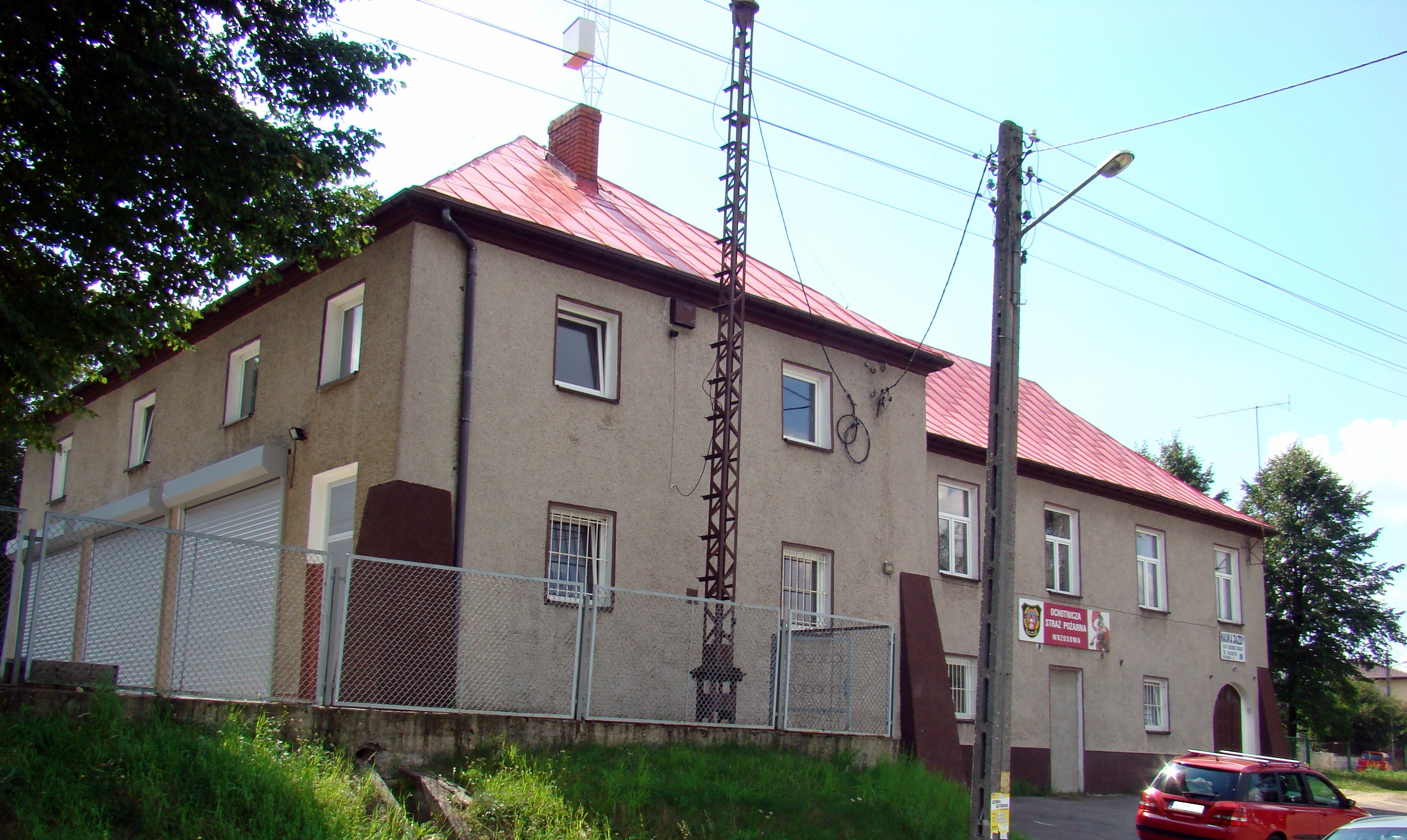
OSP Wrzosowa

- Narodowym Funduszem Zdrowia
- ZOZ w Blachowni i innymi ZOZ-ami w zależności od potrzeb.

Gminny Zespół Ośrodków Zdrowia w Poczesnej obejmuje:
- Ośrodek Zdrowia w Poczesnej
- Ośrodek Zdrowia we Wrzosowej
- Ośrodek Zdrowia w Nieradzie

## Ochotnicza Straż Pożarna
W gminie działa 6 jednostek Ochotniczych Straży Pożarnych. Są to jednostki typu S-2, które są wyposażone w niezbędny sprzęt gaśniczy oraz ratowniczy. Cztery z wymienionych jednostek są włączone do Krajowego systemu ratowniczo-gaśniczego. Są to jednostki z Poczesnej, Huty Starej A, Bargłów i Wrzosowej. Jednostki te zostały włączone do KSRG na podstawie porozumienia między komendantem rejonowym PSP, podmiotem tworzącym jednostkę – czyli Urząd Gminy oraz tą jednostką.
W gminie Poczesna jest sześć jednostek OSP:
- OSP Poczesna
- OSP Huta Stara A
- OSP Bargły
- OSP Wrzosowa
- OSP Słowik
- OSP Nierada

We wszystkich jednostkach działa 284 strażaków czynnych, 22 wspierających, 20 honorowych. Razem jest 326 strażaków, w tym 3 kobiety. Na zawodach wojewódzkich, które odbyły się 31 maja 2008 roku drużyny z Nierady i Poczesnej reprezentowały powiat częstochowski. Sekcja kobiet z Nierady zajęła miejsce 9, a sekcja chłopców z Poczesnej ukończyła zawody na 7 miejscu.

## Sport

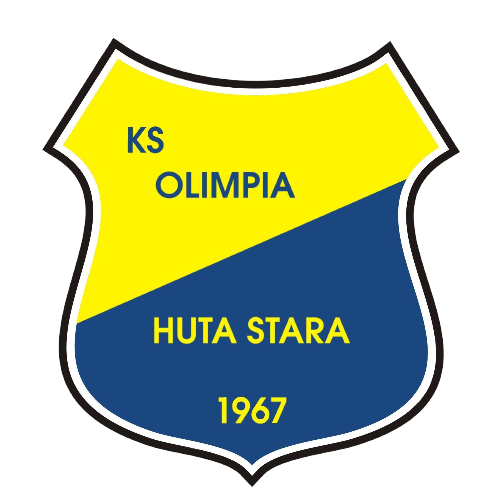
Herb KS Olimpia Huta Stara

Istotną rolę w rozwoju fizycznym dzieci i młodzieży oraz zagospodarowaniu wolnego czasu spełniają kluby sportowe:
- Klub Sportowy „Olimpia” w Hucie Starej B istniejący od 1967 r., prowadzi sekcje piłki nożnej (młodzików, juniorów i seniorów) liczącą ok. 70 zawodników o przewadze młodzieży w wieku 15–16 lat. Zespół bierze udział w rozgrywkach klasy okręgowej, grupie częstochowskiej. Prezesem zarządu klubu jest Łukasz Wlazło.
- Ludowy Klub Sportowy „Grom-Złota Dama” w Poczesnej powstał w 2003 r. na bazie klubu „Grom” i „Złotej Damy”. Sekcja tenisa stołowego i warcabów 100-polowych zrzesza ok. 50 zawodników w wieku od 7 do 60 lat. Prezesem zarządu klubu jest Artur Sosna. Trenerem tenisa stołowego jest Henryk Pałasz, wieloletni działacz społeczny. Przez wiele lat trenerem warcabów 100-polowych był Stanisław Markowski.
- Gminny Klub Sportowy „Grom Poczesna” w Poczesnej, został utworzony w 2009 roku na bazie dawniej istniejącego klubu. Od sezonu 2009/2010 bierze udział w rozgrywkach grupy częstochowskiej II B Klasy. Prowadzi sekcje piłki nożnej Juniorów Młodszych i Seniorów.

Od 2007 roku organizowany jest w gminie turniej sołectw o Puchar Wójta Gminy w piłce nożnej.
Kolarstwo
Od 1 czerwca 1990 w Poczesnej odbywa się Ogólnopolskie Kryterium O Puchar Wójta Gminy Poczesna. Zawody te są jednocześnie I Otwartymi Mistrzostwami Śląska w Kryterium. Od 2005 w Poczesnej odbywa się również Memoriał Adama Gryglewskiego.

## Turystyka
- Przez gminę przebiegają szlaki rowerowe:

„Ekotrasa – Poczesna”
 Korwinów – Kruszyna
 Szlak Dębowcówka, Częstochowa Kręciwilk – Poraj
 Szlak Rowerowy „Przełomu Warty”, Częstochowa Kręciwilk – Mstów
- oraz szlaki piesze:

Ścieżka dydaktyczno geologiczna-przyrodnicza „Na początku była skala”, Poczesna

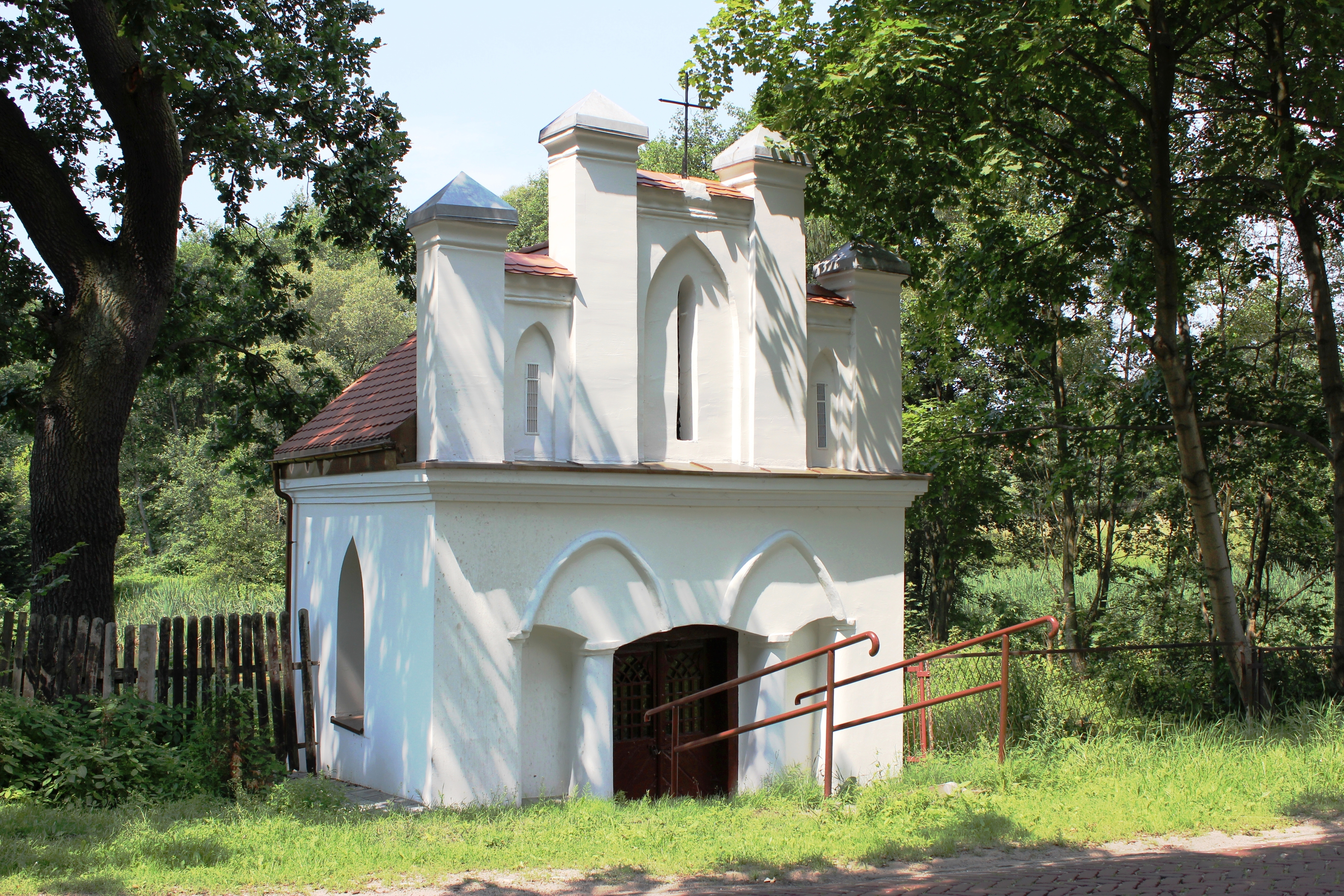
Kaplica w Nowej Wsi

 Szlak im. Barbary Rychlik, Korwinów – Jastrząb
 Szlak Walk 7 Dywizji Piechoty Wrzesień 1939, Częstochowa Kręciwilk – Janów

### Zabytki
Na terenie gminy znajdują się zabytki, m.in.
- kościół w Poczesnej wybudowany w latach 1870–1878
- kapliczka w Nowej Wsi z 1880 roku
- dawny pałac oraz dawne zabudowania cegielni w Korwinowie z 1887 oraz dawnej fabryki z 1901 roku
- domy fabryczne i założenie dworsko-parkowe we Wrzosowej z 1899 roku oraz dawne zabudowania fabryki cementu
- budynek Urzędu Gminy w Poczesnej wybudowany w 1921 roku
- kaplica w Poczesnej z 1914 roku (wybudowana z 7 rodzajów cegły – produktów cegielni w Korwinowie)
- młyn w Korwinowie z 1937 roku
- dworzec kolejowy w Korwinowie z lat 20 XX wieku
- dwór w Hucie Starej B z 1932 roku
- młyn na Zawodziu z pocz. XX wieku

## Komunikacja
Drogi
- 91 Częstochowa – Podwarpie
- 791 Trzebinia – Kolonia Poczesna
- 904 Blachownia – Kolonia Poczesna

Linie kolejowe
- 1 Warszawa Zachodnia – Katowice
- 155 Kucelinka – Poraj

Połączenia autobusowe
Na terenie gminy znajdują się przystanki autobusowe obsługiwane przez połączenia PKS Częstochowa: Tarnowskie Góry – Częstochowa, Katowice – Pajęczno.
Komunikację na obszarze gminy zapewnia MPK Częstochowa, poprzez kursy na liniach:
- 53ː Zajezdnia MPK – Aleja Niepodległości – Aleja Wojska Polskiego – Wrzosowa – Huta Stara B – Huta Stara A – Poczesna Południowa – Poczesna OSP,

- 65ː Zajezdnia MPK – Aleja Niepodległości – Aleja Wojska Polskiego – Wrzosowa – Słowik – Korwinów – Nowa Wieś – Poczesna – Kolonia Borek – Zawodzie,

- 68ː Zajezdnia MPK – Aleja Niepodległości – Aleja Wojska Polskiego – Wrzosowa – Nowa Wieś – Poczesna – Kolonia Borek – Kolonia Poczesna – Bargły – Michałów – Nierada,

- 69ː Dworzec Główny PKP – Sobieskiego – Pułaskiego – Aleja Bohaterów Monte Cassino – Piastowska – Sabinowska – Żyzna – Zdrowa – Malownicza – Sobuczyna – Młynek – Mazury – Nierada szkoła – Nierada.

## Struktura powierzchni
Według danych z roku 2002 gmina Poczesna ma obszar 60,13 km², w tym:
- użytki rolne: 66%
- użytki leśne: 16%

Gmina stanowi 3,96% powierzchni powiatu.

## Demografia

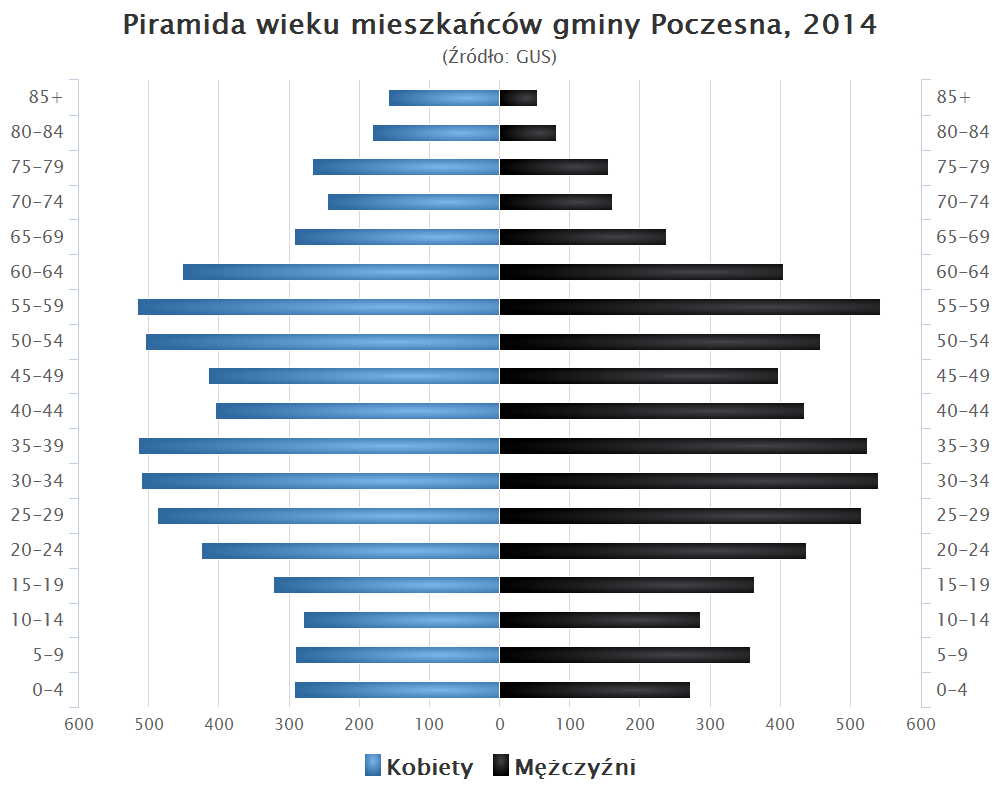
Piramida wieku mieszkańców gminy Poczesna w 2014 roku

Dane z 31 grudnia 2014:
| Opis                              | Ogółem | Ogółem | Kobiety | Kobiety | Mężczyźni | Mężczyźni |
| --------------------------------- | ------ | ------ | ------- | ------- | --------- | --------- |
| Jednostka                         | osób   | %      | osób    | %       | osób      | %         |
| Populacja                         | 12 782 | 100    | 6556    | 51,3    | 6226      | 48,7      |
| Gęstość zaludnienia [mieszk./km²] | 212,6  | 212,6  | 109,0   | 109,0   | 103,5     | 103,5     |

## Sołectwa
Bargły, Brzeziny-Kolonia, Brzeziny Nowe, Huta Stara A, Huta Stara B, Kolonia Poczesna, Korwinów, Mazury, Michałów, Nierada, Nowa Wieś, Poczesna, Słowik, Wrzosowa, Zawodzie.

## Pozostałe miejscowości
Dębowiec, Kolonia Borek, Młynek, Sobuczyna, Szymczyki. Na terenie gminy znajdowała się w XVIII wieku wieś Całka, obecnie część Poczesnej, wieś Hutki, obecnie część Nowej Wsi oraz wieś Kukuły, leżąca na zachód od Mazur. Na terenie Korwinowa znajdowała się osada Młyńskie Wały.

## Sąsiednie gminy
Częstochowa, Kamienica Polska, Konopiska, Olsztyn, Starcza